# Hồ Yên Lập
Hồ Yên Lập là hồ nước ngọt nhân tạo lớn nhất tỉnh Quảng Ninh và cùng với chùa Lôi Âm trên núi Lôi Âm tạo thành một trong những điểm du lịch của tỉnh.
Công trình được khởi công năm 1978 và khánh thành và bàn giao cho đơn vị quản lý sử dụng vào năm 1982. Năm 2005 công trình tiếp tục được đầu tư nấng cấp.

## Khái quát
Khu vực đầu mối hồ (gồm đập tạo hồ và các công trình khác) thuộc địa bàn phường Đại Yên, thành phố Hạ Long, tỉnh Quảng Ninh, cách trung tâm TP Hạ Long khoảng chừng 20 km về hướng nam. Hồ hình thành do việc chặn dòng sông Míp và sông Vạn Nho, được đưa vào sử dụng từ năm 1982 với dung lượng nước chứa có thể lên đến 130 triệu mét khối, duy trì thường xuyên ở mức 127triệu m3 nước Theo thiết kế, công trình này ngoài việc cung cấp nước tưới cho khoảng 10.067 ha đất nông nghiệp, còn có chức năng điều hoà nguồn nước, cấp nước phục vụ sinh hoạt và các ngành kinh tế khác như nuôi trồng thủy sản, công nghiệp, mỗi năm còn chi viện 1,05 triệu m3 nước cho đảo Cát Hải, giảm xâm nhập mặn và bảo vệ môi trường sinh thái hạ lưu sông Yên Lập.

## Thông số kỹ thuật chính
Hồ Yên Lập là một trong những công trình thủy lợi lớn nhất tại Việt Nam thời kỳ những năm 1970. Với mục tiêu chính là làm giảm hạn hán, lũ lụt, chống lũ tiểu mãn, lũ sớm, lũ muộn, giảm nhẹ lũ chính vụ và cấp nước tưới cho khoảng 10.000 ha đất nông nghiệp. Ngoài ra công trình này còn cấp nước cho công nghiệp, nông thôn, dân sinh và nuôi trồng thủy sản.
Công trình đầu mối hồ chứa nước Yên Lập có đập chính là đập đất ngăn sông cao khoảng 37m. Ngoài ra còn có các đập phụ khác như đập Nghĩa Lộ cao 16m, đập Dân Chủ cao 9m.
Lưu vực rừng phòng hộ 13.812,4 ha, ở 7 phường, xã thuộc các huyện/thị/thành phố: Hạ Long, Uông Bí, Quảng Yên, Hoành Bồ.

## Khí hậu, môi trường và hệ sinh thái
Khí hậu lưu vực hồ cũng như các vùng khác ở Việt Nam nói chung là có một mùa khô với lượng mưa thấp hơn lượng nước bốc hơi và một mùa mưa thừa nước. Đặc điểm riêng là do có vị trí giáp biển nên nhiệt độ, độ ẩm thấp hơn các nơi có cùng vĩ độ nhưng nằm sâu trong nội địa. Ngược lại vùng này chịu ảnh hưởng của bão với tốc độ gió lớn, lượng mưa khá cao.
Ngày 25/1/2018, các nhà khoa học thuộc Chương trình Bảo tồn Rùa châu Á (ATP) phát hiện một cá thể rùa được cho là cùng loài với rùa Hoàn Kiếm, trước đó dân địa phương cũng thường bắt gặp các cá thể rùa có kích thước lớn tại đây.
Diện tích rừng phòng hộ lớn của Hồ Yên Lập hiện đang bị người dân chặt phá hoặc cải tạo trái phép làm lâm nghiệp và nông nghiệp, việc sử dụng các hóa chất độc hại phục vụ nông nghiệp dẫn đến nguy cơ ảnh hưởng đến chất lượng nguồn nước.

## Du lịch
Hồ Yên Lập không chỉ có giá trị to lớn về mặt thủy lợi, thủy sản mà còn hấp dẫn về du lịch.
Trong lòng hồ có khá nhiều đảo nhỏ tạo thành cảnh quan chung cho khách du lịch khi đi tham quan bằng thuyền.
Cụm di tích hồ Yên Lập - chùa Lôi Âm thuộc phường Đại Yên, tp Hạ Long đã được nhà nước Việt Nam công nhận là di tích thắng cảnh.
Ngoài ra hồ chỉ cách bãi biển Bãi Cháy và vịnh Hạ Long là điểm du lịch lớn tại Việt Nam khoảng 20 km.